# الجائزة الدولية لمحرر العام
الجائزة الدولية لمحرر العام هي جائزة تمنح سنويًا لكل من الصحفيين والمحررين العاملين في الإعلام من خارج الولايات المتحدة من قِبل مجلة الصحافة العالمية (World Press Review) (Worldpress.org).
وتُقدم هذه الجائزة مجلة «الصحافة العالمية» منذ عام 1975 إلى محرر أو محررين من خارج الولايات المتحدة، الذين تتميز أعمالهم، وفقًا للمجلة «كأفضل الأمثلة التي تمثل مبادئ الصحافة».
وطبقًا لما ورد في المقالة الافتتاحية بمجلة الصحافة العالمية Worldpress.org، تُمنح الجائزة للصحفيين «تقديرًا لجرأتهم وشجاعتهم وقيادتهم في تعزيز حرية ومسؤولية الصحافة، وتعزيز حقوق الإنسان، ودعم التفوق في مجال الصحافة.»

## الفائزون بالجائزة
- 1982 أرون شوري، محرر في مجلة ذا انديان اكسبريس في الهند
- 1983 جرشوم شوكن، محرر في مجلة هآرتس في إسرائيل
- 1994 أندرو مونتانيللي، مؤسس جريدتي لا فوس وإل جيورنال، والصحفي الذي يعمل في صحيفة إل كوريري ديلا سيرا وغيرها من الصحف، ومراسل الحرب أثناء فترة ثلاثينيات وأربعينيات القرن العشرين.
- 1999 بول كامارا، محرر في صحيفة فور دي بيبول بـ سيراليون
- 2004 شكرية باركزاي، مؤسسة صحيفة آينا إي زان (مرآة النساء)، وهي صحيفة أسبوعية تصدر في أفغانستان وتنظم حملات لدعم حقوق المرأة.
- 2005-6 ثلاثة صحفيين مكسيكيين، وهم راؤول جيب غيريرو ودولوريس غوادالوبي غارسيا إسكاميلا وألفريدو جيمينيز موتا.

## وصلات خارجية
- http://www.worldpress.org/
- http://www.worldpress.org/award.cfm
- List of receipents from 1975–2004, http://www.worldpress.org/award2.cfm